# Imse vimse spindel (film)
Imse vimse spindel (engelska: Arachnophobia) är en amerikansk skräck-komedi från 1990 i regi av Frank Marshall. I huvudrollerna ses Jeff Daniels och John Goodman. Imse vimse spindel är den första filmen som släpptes under Hollywood Pictures och samtidigt Frank Marshalls första regifilm. Steven Spielberg var exekutiv producent.

## Handling
En fotograf blir under en expedition till Venezuelas djungel biten av en okänd spindel och dör. När fotografens lik transporteras hem till USA följer spindeln med. Spindeln parar sig med en lokal spindel, och snart har hela staden Canaima Kalifornien blivit invaderad av giftiga spindlar.
Handlingen kretsar kring den nyinflyttade läkaren Ross Jennings. Han har redan mycket få patienter, och ryktet försämras ännu mer efter att hans patienter dör av spindelbett. Självklart är detta inte Jennings fel, och han inser snart att något är på tok.
Jennings, skadedjursutrotaren Delbert McClintock, samt spindelexperterna Dr. James Atherton och Chris Collins ger sig därför ut på spindeljakt.

## Rollista i urval
- Jeff Daniels – Dr. Ross Jennings
- Julian Sands – Dr. James Atherton
- Harley Jane Kozak – Molly Jennings
- Brian McNamara – Chris Collins
- John Goodman – Delbert McClintock
- Stuart Pankin – sheriff Lloyd Parsons
- Henry Jones – Dr. Sam Metcalf
- James Handy – Milton Briggs
- Roy Brocksmith – Irv Kendall
- Peter Jason – Henry Beechwood
- Mark L. Taylor – Jerry Manley
- Brandy Norwood – Brandy Beechwood (okrediterad)

## Om filmen
Filmen blev en stor succé i amerikanska biografer (omsatte 55 000 000 dollar), och fick priset Saturn Award för bästa skräckfilm och bästa skådespelare (Jeff Daniels).
Spindlarna i filmen var två modeller (de stora svarta spindlarna), och nästan 400 exemplar av arten Delena cancerides från Nya Zeeland (ursprungligen från Australien). I verkligheten ett skyggt och för friska människor ofarligt djur. Bett är sällsynta och något mildare än getingstick. 